# Conformation décalée

Conformation décalée
(image de droite en projection de Newman)

Conformation éclipsée

En stéréochimie, une conformation décalée est un cas de conformérie d'un édifice moléculaire dans laquelle les trois liaisons formées par deux atomes ou groupes d'atomes attachés à deux atomes adjacents forment un angle de torsion égal à (ou voisin de) 60°. 